# Frecuencia Latina International
Frecuencia Latina International, conocida como FLI International,  es una empresa distribuidora de contenidos  audiovisuales de origen peruano con sede en los Estados Unidos. Fue fundada en el 2001  como la empresa principal de distribución  del canal Frecuencia Latina, canal 2 de televisión abierta del Lima a cargo de Miki Ivcher, hija de Baruch Ivcher quien era propietario y presidente del directorio de dicho canal en aquel tiempo.
La distribuidora tuvo su productora encargada en generar sus propios contenidos. Más tarde, tras la venta de Frecuencia Latina (hoy, Latina) a Enfoca Inversiones en 2013, se independiza y suma a su catálogo material de otros canales peruanos y sudamericanos, formatos, películas y documentales de productores independientes.
En 2016 Patricia Jasín, socia de Miki Ivcher, abandona la empresa y funda  la nueva empresa de distribución de contenidos Fly Content.
Frecuencia Latina International ofrece una amplia gama de servicios a la industria de televisión internacional: producción, distribución, doblaje, proyectos originales, entre muchos otros. Para 2005, exportó a los servicios RTVE, USA Network, Cable Latino, entre otros.